# Edgar Guhde
Edgar Guhde (* 18. Januar 1936 in Berlin; † 14. Februar 2017 in Düsseldorf) war ein DDR-Bürgerrechtler und politischer Häftling in der DDR, Autor, Bibliothekar, Dozent und Politiker (ÖDP).

## Politik
Guhde war in den Jahren 1956 und 1957 zunächst als Bürgerrechtler in der DDR aktiv, in welchem Zusammenhang er sich dort von 1957 bis 1963 im Zuchthaus Brandenburg an der Havel in politischer Haft, zeitweise in Isolationshaft, befand. Er wurde vorzeitig aus der Haft entlassen, nachdem er sich zur Zusammenarbeit mit dem DDR-Staatssicherheitsdienst verpflichtet hatte. Unter dem Decknamen "Werner Blum" berichtete er bis 1968 über die Lage in West-Berlin, über seinen Bekanntenkreis, über die Entwicklung der Neuen Linken und über seine Professoren am Otto-Suhr-Institut der Freien Universität Berlin. Nach der Niederschlagung des Prager Frühlings durch Warschauer-Pakt-Truppen brach Guhde 1968 die Zusammenarbeit mit dem DDR-Staatssicherheitsdienst ab. Er war später unter anderem Dozent an der Bibliothekar-Akademie Berlin sowie beim Seminar für Staatsbürgerkunde e. V. Olpe. Von ihm stammen außerdem mehrere Beiträge in Zeitschriften sowie Übersetzungen. 1984 erschien mit Natur und Gesellschaft. Einführung in ökologisches Denken und Handeln sein bekanntestes Buch.
1980 war Guhde erster Sprecher des neu gegründeten Kreisverbandes Siegen-Wittgenstein der Grünen.
Von März bis Oktober 1981 war Guhde zweiter stellvertretender Bundesvorsitzender der Grünen Aktion Zukunft (GAZ), die Anfang 1982 in der neu gegründeten Ökologisch-Demokratischen Partei (ÖDP) aufging. Von 1983 bis 1998 war er Mitglied im Kreisvorstand der Düsseldorfer ÖDP und von Januar 1984 bis Januar 1986 Bundesschatzmeister der Partei. Von 1984 bis 1998 arbeitete er als Redakteur bei der ÖkologiePolitik, der Parteizeitung der ÖDP, deren Inhalt er somit maßgeblich mitprägte. Von 1984 bis 1995 war er Mitarbeiter der ÖDP-Bundesgeschäftsstelle in Bonn sowie bis 1997 Mitglied der Bundesprogrammkommission. Zum Jahreswechsel 1998/1999 trat er aus der Partei aus. Als Grund hierfür gab er an, dass die Partei keine „nennenswerte […] über Bayern hinausreichende Zukunft“ habe.

## Engagement für Tierrechte
Darüber hinaus war Guhde in der Tierrechtsbewegung aktiv. Bereits als Kind wurde er Vegetarier. Schlüsselerlebnisse hierfür waren eigenen Angaben zufolge zahlreiche schwerverletzte und verhungerte Tiere am Ende des Zweiten Weltkriegs sowie das Lesen von Tierbüchern. Seit Anfang der 1990er Jahre ernährte er sich vegan.
Im Rahmen seiner Tierrechtsarbeit war er von 2000 bis 2012 Vorsitzender des 1990 gegründeten Politischen Arbeitskreises für Tierrechte in Europa e. V. (PAKT) sowie seit 2006 Mitglied und seit 2010 Vorsitzender des Kuratoriums der Hans-Rönn-Stiftung Menschen für Tiere. Beide Organisationen haben ihren Sitz in Düsseldorf.

## Publikationen

### Eigene Bibliografie
- Gottlieb Konrad Pfeffel. Ein Beitrag zur Kulturgeschichte des Elsass. Keller, Winterthur 1964.
- Bibliographie zur Hochschuldidaktik. Arbeitskreis f. Hochschuldidaktik, Hamburg 1970.
- Natur und Gesellschaft. Verlag Die Blaue Eule, Essen 1984, ISBN 3-924368-21-X.
- Naturo kaj socio. Esperanto-Centro, Paderborn 1985, ISBN 3-922570-40-2.

### Co-Autorschaften
- Thesaurus Bildungsforschung. Verlag Dokumentation, Berlin 1972, ISBN 3-7940-3204-7.
- Hans Braun (Hrsg.): Der öffentliche Dienst in der Bundesrepublik Deutschland. Grundlagen, Materialien und Seminarmodelle für die Erwachsenenbildung. Bundeszentrale für politische Bildung, 1981.
- Raphael Mankau (Hrsg.): 20 Jahre ödp – Anfänge, Gegenwart und Perspektiven ökologisch-demokratischer Politik. dolata verlag, Rimpar 1999, ISBN 3-344-70790-6.